# Black Is King
Black Is King é um filme musical americano de 2020 co-escrito, produzido e dirigido por Beyoncé. É um companheiro visual do álbum The Lion King: The Gift de 2019, com curadoria de Beyoncé para o filme O Rei Leão (2019).
O filme conta a história de um jovem príncipe africano (Folajomi Akinmurele) que é exilado de seu reino após a morte de seu pai. À medida que se torna um homem (Nyaniso Dzedze), ele passa por uma jornada de autoidentidade, usando a orientação de seu ancestral (Beyoncé), do seu amor de infância (Nandi Madida) e de seu próprio subconsciente (Stephen Ojo) para recuperar seu trono. A viagem do príncipe funciona como uma alegoria para a jornada da diáspora africana de descoberta, recuperação e celebração da sua cultura e patrimônio, que é narrado pela inclusão de poesia falada que se centra na questão da identidade negra.
Black Is King esteve em produção por mais de um ano, em seis países em três continentes. Beyoncé queria recrutar um elenco e uma equipe diversificados e oferecer oportunidades para novos talentos. A música, as danças, os trajes, os penteados e os cenários foram concebidos para mostrar a beleza e a riqueza das culturas do continente africano e da diáspora. O filme foi lançado globalmente na Disney+ em 31 de julho de 2020 e foi ao ar no dia seguinte em toda a África Subsaariana na M-Net e Canal+ Afrique e em todo o Oriente Médio e Norte da África na OSN. Uma versão estendida de "Black Parade" foi usada para os créditos do filme e foi incluída em uma edição deluxe de The Gift lançada junto com o filme.
O filme foi aclamado pela crítica, com elogios à direção de Beyoncé, fotografia, trilha sonora, figurino, tema e temas culturais. Recebeu seis indicações no Grammy Awards de 2021, incluindo Melhor Filme Musical. "Brown Skin Girl" ganhou o prêmio de Melhor Vídeo Musical, enquanto "Black Parade" ganhou o prêmio de Melhor Performance de R&B. Foi a 28ª vitória de Beyoncé no Grammy, tornando-a a cantora e artista feminina mais premiada da história do Grammy. O filme também ganhou o Primetime Emmy Award de Melhor Traje para um Programa de Variedades, Não Ficção ou Realidade no 73º Primetime Emmy Awards.

## Premissa
Em uma praia, no plano espiritual, um príncipe recém-nascido é segurado por sua ancestral materna enquanto ela lhe conta sobre seu significado e propósito no mundo ("Bigger"). Ela realiza rituais e se junta a outras mulheres que também carregam recém-nascidos. Na praia, o príncipe é ungido com tinta branca pela ancestral, enquanto no palácio real ele é ungido de forma semelhante por um ancião. O rei dá ao jovem príncipe um pequeno cetro de ouro e diz ao príncipe que seus ancestrais os olham das estrelas e sempre estarão lá para guiá-lo ("Find Your Way Back").
O menino é atraído por um macaco para entrar em um armazém. Um homem com uma cobra pergunta ao menino quem ele é, mas o menino não responde. O menino fica no armazém, enfeita-se com ouro e passa o tempo jogando enquanto é observado pelo ancestral e por um homem azul ("Don't Jealous Me"). Lá fora, uma gangue de motoqueiros chega e cerca o príncipe. O rei vem salvá-lo e é morto por uma bicicleta. O tio do príncipe manda o príncipe fugir da aldeia e ele assume o trono ("Scar"). No plano espiritual, o ancestral conduz o funeral do rei, enquanto o homem azul fica sentado sozinho (“Nilo”).
O príncipe sonha em viver uma vida despreocupada, passando por seu ancestral e pelo homem azul. Ele mora em uma mansão extravagante cheia de roupas caras, criados e festas ("Mood 4 Eva"). O príncipe se lembra de seu tio batendo em um tambor, fazendo com que ele deixasse cair o cetro na água. Um jogo de xadrez humano acontece no terreno da mansão, lembrando ao príncipe como seu pai lhe ensinou o jogo, que representava a dualidade do bem e do mal. Na vida real, o príncipe cresce e muda-se para a cidade. Ele agora sonha em passar o tempo festejando com garotas dentro de um carro funerário ("Ja Ara E"). Seu motorista aparece como seu tio, que o provoca com o cetro de ouro. Ele sai cambaleando do carro e acorda. O príncipe percebe que buscar riqueza material é insustentável e é encorajado a recuperar seu propósito e identidade ("Already"). Seu ancestral diz ao príncipe que ele se encontrará na costa, enquanto o homem azul caminha para o mar ("Water"). O príncipe se reencontra com seu amor de infância ("Brown Skin Girl"). O casal se casa ("Keys to the Kingdom"), mas ele é atormentado por dúvidas sobre seu propósito.
Em outra época, chega uma tempestade de areia ("Otherside"). Enquanto outros fogem, a ancestral decide colocar seu bebê em uma cesta e colocá-lo no rio para salvá-lo. À medida que a cesta desce o rio, ela chega a uma cachoeira. No plano espiritual, a ancestral se reencontra com seu bebê.
O ancestral manda o príncipe voltar ao rio, onde encontra o cetro. Ele se reencontra com o mais velho, que o unge novamente com tinta branca, e ele flutua para cima, no plano espiritual. O príncipe se reúne com seu pai e desmorona na frente dele. O ancestral lembra ao príncipe seu poder, e ele reúne um exército de mulheres para lutar contra seu tio ("My Power"). Eles o expulsam do reino e o príncipe recupera seu trono. O ancestral traz ao novo rei e rainha seu bebê ("Spirit"), e o bebê é ungido.

## Elenco
- Beyoncé como guia espiritual,[3] figura materna,[4] e/ou ancestral[5]
- Folajomi Akinmurele como um jovem príncipe, inspirado em Simba
- Nyaniso Ntsikelelo Dzedze como o príncipe adulto, inspirado em Simba
- Stephen Ojo como o homem azul, uma representação do subconsciente do príncipe[6]
- Nandi Madida como o interesse amoroso do príncipe, inspirado em Nala
- Warren Masemola como um vilão que assume o reino, inspirado em Scar
- Sibusiso Mbeje como pai do príncipe, inspirado em Mufasa
- Connie Chiume como a mãe do príncipe, inspirada em Sarabi
- Mary Twala como uma anciã, inspirada por Rafiki.[7] O filme foi o último papel de Twala e foi lançado após sua morte.
- Fumi Odede

### Aparições especiais
- Tina Knowles
- Jay-Z
- Blue Ivy Carter
- Rumi Carter
- Sir Carter
- Kelly Rowland
- Lord Afrixana
- Yemi Alade
- Jessie Reyez
- Shatta Wale
- Salatiel
- Pharrell Williams
- Wizkid
- Naomi Campbell
- Adut Akech
- Aweng Chuol
- Lupita Nyong'o
- Tiwa Savage
- Ernestine Shepherd
- Ozie Nzeribe
- Mr Eazi
- Nija
- Tierra Whack
- Burna Boy
- Busiswa
- Moonchild Sanelly

## Antecendentes
Em 19 de julho de 2019, O Rei Leão (uma refilmagem de animação digital fotorrealista da animação tradicional homônima da Disney de 1994) foi lançado nos cinemas dos Estados Unidos (nos países Brasil e Portugal, o lançamento ocorreu no dia anterior). No mesmo dia, foi lançado um álbum correlacionado intitulado The Lion King: The Gift pela Parkwood Entertainment e a gravadora Columbia. The Gift teve curadoria e produção por Beyoncé, que descreveu o álbum como "uma carta de amor à Africa" e reafirmou sua determinação em encontrar "os melhores talentos da África e não somente usar alguns dos sons e [fazer] minha interpretação deles".
Beyoncé explicou acreditar que The Gift "é a primeira trilha sonora que se torna visual em sua mente". Beyoncé complementou ainda dizendo: "Eu quis colocar todos em sua própria jornada para que isso se ligasse ao enredo. Cada canção foi escrita para refletir a narrativa do filme que dá ao ouvinte uma chance de imaginar seu próprio imaginário, enquanto escuta a uma nova interpretação contemporânea". 

## Produção
Beyoncé chamou o filme de "meu projeto de paixão que eu tenho filmado, pesquisado e editado dia e noite durante o ano passado".
De acordo com aqueles que trabalham no filme, Black Is King contém múltiplos capítulos representando diferentes localidades, tais como Nigéria e Gana, com o elenco e equipe técnica das respectivas nacionalidades sendo recrutados para contribuir e filmar, o que acontecerá nesses países.

### Desenvolvimento
Em 10 de junho de 2020, foi reportado que Beyoncé garantiu um contrato de 100 milhões de dólares para trabalhar em três filmes para a Disney, com uma fonte dizendo ao jornal The Sun que Beyoncé se tornou uma investidora importante para a Disney e é a combinação perfeita para a marca".
Black Is King foi pensado como uma peça correlacionada a The Lion King: The Gift, trilha sonora de 2019. Beyoncé explicou que o filme foi criado para "celebrar a amplitude e a beleza da ascendência negra" e "para apresentar elementos da história negra e da tradição africana, com um toque moderno e uma mensagem universal, e o que realmente significa encontrar sua auto identidade e construir um legado".
Em sua pesquisa para o filme, Beyoncé descreveu como ela "gastou bastante tempo explorando e absorvendo as lições das gerações passadas e a história rica dos diferentes costumes africanos". O trailer mostra Beyoncé lendo o livro de 1971 Black Gods and Kings, escrito pelo historiador de arte americano Robert Farris Thompson para gravar a história da arte do povo iorubá do sudoeste da Nigéria.
O filme foi escrito por Beyoncé, com o poeta Yrsa Daley-Ward e escritor Clover Hope contribuindo ao roteiro.

### Pré-produção
O elenco e equipe técnica de Black Is King foram recrutados para "representar a diversidade de conectividade", com o desejo de Beyoncé de apresentar "talento novo e cru". Aqueles recrutados para segmentos diretos do filme incluem os cineastas e artistas visuais Emmanuel Adjei e Blitz the Ambassador, a diretora e artista nigeriana-britânica Jenn Kniru e o artista visual sul-africano Trevor Stuurman. A vencedora do Oscar Hannah Beachler foi recrutada para uma dos designers de produção. 
Outros artistas que participam do The Gift (tais como Yemi Alade, Shatta Wale, Burna Boy, Salatiel e Wizkid) foram recrutados para o filme, assim como convidados especiais tais como Blue Ivy Carter, Jay-Z e Kelly Rowland. O elenco também é formado pelos atores sul-africanos Nanadi Madida e Warem Masemola e o ator nigeriano, do qual Black is King foi sua performance de estréia em um filme.
Tina Knowles-Lawson, mãe de Beyoncé, emprestou algumas de suas peças de arte para Black is King, como relevado por ela durante uma entrevista de fevereiro de 2020 para o jornal Wall Street Journal.

### Filmagem
As filmagens aconteceram principalmente na segunda metade de 2019, em locais como África do Sul, África Ocidental (incluindo Gana e Nigéria), Nova Iorque, Los Angeles. Londres e Bélgica.

### Pós-produção
A pós-produção aconteceu em dezembro de 2019 pela Flawless Post. MeLo-X, Derek Dixie e James William Blades contribuíram para a partitura e design de som; MeLo-X descreveu seu trabalho com o filme no Twitter como "uma verdadeira e maravilhosa jornada elucidadora. @Beyonce sempre impulsiona em direção a grandiosidade. Nada abaixo disso".

## Música
Black Is King é baseado na música de The Lion King: The Gift. As músicas "My Power", "Mood 4 Eva" e "Brown Skin Girl" foram confirmadas como tendo vídeos no filme, descritas como "extravagâncias de elegância e alma". Em 19 de junho de 2020, Beyoncé lançou o single "Black Parade" em celebração ao feriado Juneteenth, que comemora o fim da escravidão nos Estados Unidos.

## Lançamento
Black Is King foi lançado globalmente em 31 de julho de 2020 via distribuição digital pelo serviço de streaming Disney+, logo após o aniversário de um ano do lançamento de O Rei Leão (2019)
Como a Disney+ não está disponível na África, um acordo de distribuição foi feito com o canal de televisão Canal+ Afrique da África Central e África Ocidental e o canal M-Net do conglomerado de mídia MultiChoice Group para exigir Black is King na África subsariana em 1º de agosto de 2020. Para a estreia do filme, o MultiChoice Group abrirá o sinal do M-Net para todos os clientes DStv, não somente para os clientes do pacote DStv Premium para os quais o canal está tipicamente disponível. Como parte do acordo, Black is King será exibido em países como África do Sul, Nigéria, Gana, Etiópia, Namíbia, Camarões, Libéria, Burundi, Senegal, Togo, Somália, Benim, Congo, Quénia, Costa do Marfim, Zimbabwe, Malawi, Gabão e Cabo Verde. Adicionalmente, a rede de televisão OSN dos Emirados irá exibir Black is King nas regiões do Oriente médio e do Norte de África.

### Marketing
Na noite de 27 de junho de 2020, um teaser para Black Is King foi publicado no site de Beyoncé, o primeiro anúncio oficial do filme para o público. O teaser estreou na televisão um dia depois em 28 de junho, para finalizar o BET Awards depois do discurso de aceitação de Beyoncé pelo Prêmio Humanitário BET. Foi subsequentemente lançado através de várias plataformas pela Parkwood Entertainment, companhia de entretenimento de Beyoncé, associada com a Disney. Bob Iger, CEO da The Walt Disney Company, disse que se sentia "honrado por estar trabalhando com Beyoncé nisso" ao compartilhar o trailer no Twitter. A o lançamento surpresa do teaser fez o "Twitter ficar maluco", de acordo com o USA Today, e subsequentemente recebeu elogios des fãs e críticos por suas imagens e simbolismo.
Um trailer oficial para Black Is King foi lançado em 19 de julho de 2020 por Beyoncé. Algum dos membros do elenco e da equipe técnica foram subsequentemente anunciados. O trailer também foi similarmente elogiado pelos críticos, com Jasmine Ting da revista nova-iorquina Paper reconhecendo o filme como "[uma] obra-prima cinematográfica colorida" com seus "visuais de outro mundo" que misturam "elementos culturais tradicionais do continente africano" com "cultura afro-americana moderna".
Ben Sisario do jornal americano The New York Times escreveu que o marketing mínimo por Black Is King "reflete um dos grandes talentos de Beyoncé - estimular a conversa do público com sua arte, enquanto explica muito pouco sobre". Treva Lindsey, professor-associado da Universidade Estadual de Ohio, complementa que Beyoncé "está deixando sua arte falar por si própria" e "abrindo espaço para conversas robustas".

## Recepção crítica
Matt Donnelly, da revista semanal estado-unidense Variety, escreveu que, com Black Is King, "Beyoncé está empurrando os limites do que muito esperavam da máquina da Disney" com o filme sendo "a declaração de marca mais ousada da Disney" e "o confronto mais direto de uma discussão social oportuna que a Disney Plus já viu". David Smyth do jornal londrino Evening Standard descreveu o filme como uma "celebração suntuosa e de tirar o fôlego da ancestralidade" ao passo que Dominic Patten, da revista americana Deadline Hollywood, notou que o "maior sucesso de Black Is King [...] pode ser a conformação de sua criadora e estrela como a Rainha cultural do nosso tempo".